# Black River (filme)
Black River (br:Águas Profundas) é um filme estadunidense  de 2001, do gênero ficção científica dirigido por Jeff Bleckner.

## Enredo
Um escritor, cansado da cidade grande, muda-se para um lugar pequeno onde, aparentemente, todos são felizes e recebem bem os estranhos. Após alguns fatos estranhos tenta deixar a cidade mas, descobre que uma estranha força intitulada Péricles domina o local, mantendo-o preso e causando muita destruição para todos que assistem.

## Elenco
- Jay Mohr.......Boyd 'Bo' Aikens
- Lisa Edelstein.......Laura Crosby
- Ann Cusack.......Mandy Pruell
- Stephen Tobolowsky.......Tom Thompson
- Patricia Drake.......Nancy Larshak
- Ty Olsson.......Frank Yarley
- Robert Moloney.......Escultor
- Frank C. Turner.......Fazendeiro